# Florencio Domínguez Iribarren
Florencio Domínguez Iribarren (Caparroso, 1956) es un periodista español. Dirige el Centro para la Memoria de las Víctimas del Terrorismo.

## Biografía
Nacido en Caparroso (Navarra), es licenciado en Ciencias de la Información por la Universidad de Navarra (1978) y doctor en Comunicación Pública por el mismo centro. Fue redactor jefe del vespertino tinerfeño Jornada y de la agencia de noticias VascoPress (1982-2015). Así mismo, fue analista en los periódicos La Vanguardia, El Correo de Bilbao y Diario de Navarra. Es experto en información sobre terrorismo en España.

## Publicaciones
Ha publicado diversos estudios e investigaciones, en especial relacionadas con la organización terrorista ETA. Es autor de 
- ETA: estrategia organizativa y actuaciones (1978-1992) (1998),
- De la negociación a la tregua. ¿El final de ETA? (1998),
- Dentro de ETA. La vida diaria de los terroristas (2002),
- Las raíces del miedo (2003),
- ETA en Cataluña. Desde Terra Lliure a Carod Rovira (2005),
- Josu Ternera: una vida en ETA (2006),
- Las conexiones de ETA en América (2010)
- La agonía de ETA (2012).
- Vidas rotas: historia de los hombres, mujeres y niños víctimas de ETA
- La historia de ETA.

## Premios
- Premio Cadenas de Navarra 2017[3]
- Premio Javier Bueno 2009 de la Asociación de la Prensa de Madrid al periodismo especializado,
- Premio Internacional Covite 2010,
- * Gran Cruz del Mérito Civil desde 2015, y
- Premio de Periodismo Francisco Cerecedo 2017.[4]